# Université de Bifröst
Pour les articles homonymes, voir Bifrost.
L'Université de Bifröst est une institution semi-privée islandaise, accréditée par le Ministère de l'Éducation islandais, située dans un campus à l'extérieur de la capitale islandaise près de Borgarnes. À l'origine spécialisée dans le commerce et les entreprises, l'Université dispose désormais d'un département en Droit Commercial ainsi qu'un cursus interdisciplinaire en Politique, Philosophie et Économie (PPE). Il y a approximativement 550 étudiants qui résident sur le campus auxquels on peut ajouter 700 étudiants externes. 
De plus, un village portant le même nom que l'université s'est formé juste à côté du campus. Le campus dispose d'une boutique, d'un café/bar/restaurant, d'un hôtel, d'une salle de gym, d'un sauna, des installations sportives et une école maternelle; l'école élémentaire à Varmaland est accessible d'un court trajet en bus.

## Bref aperçu historique

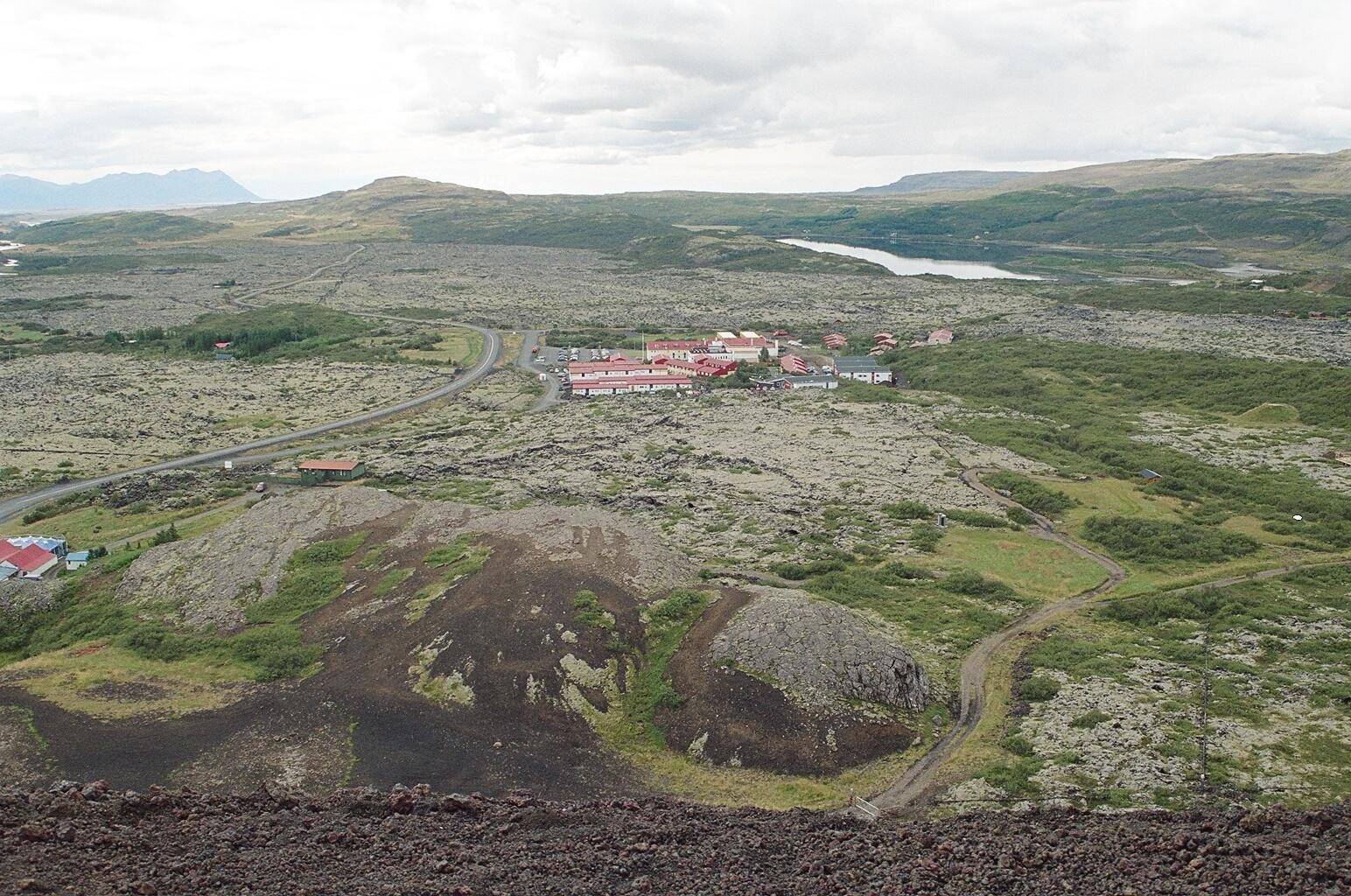
Vue aérienne de Bifröst en 2004

Fondée en 1918 sous le nom de Samvinnuskóli, l'école fut en premier lieu établie sur Reykjavik. Elle constitue l'une des plus anciennes institutions de hautes études en Islande. Bifröst entretient une tradition de formation des grandes figures du pays. L'historique de l'Université compte en effet un grand nombre de personnalités marquantes, businessmen et hommes politiques.
C'est en 1955 que l'école fut déplacé dans de nouveaux locaux situés dans l'Ouest du pays. 
À côté de ce nouveau site se trouve  le lac Hreðavatn, les chutes d'eau de Glanni ainsi que les volcans Grabrok et Grábrókarfell. Avant de devenir une université, Bifröst proposait seulement un programme de management de deux ans pour des étudiants âgés de 16 à 18 ans. 
En 1998 eut lieu la construction d'un tunnel qui permit de réduire le temps du trajet entre la capitale et Bifröst. Cela eut pour conséquence une augmentation des candidatures des islandais pour étudier à l'université de Bifröst.
L'université changea de nom en 2006 : autrefois appelée Bifröst École de Commerce, elle porte désormais le nom de Université de Bifröst.

## Directeurs et recteurs de l'Université de Bifröst
- Jónas Jónsson from Hrifla (1918-1955)
- Guðmundur Sveinsson (1955-1974)
- Haukur Ingibergsson (1974-1981)
- Jón Sigurðsson (1981-1991)
- Vésteinn Benediktsson (1991-1995)
- Jónas Guðmundsson (1995-1999)
- Runólfur Ágústsson (1999-2006)
- Bryndís Hlöðversdóttir (2006-2007)
- Ágúst Einarsson (2007-2010)
- Magnús Árni Magnússon (2010-2011)
- Bryndís Hlöðversdóttir (2011-2013)
- Vilhjálmur Egilsson (2013-)

## Un panel d'études diversifié
Bifröst compte aux alentours de 2007, quatre départements: Viðskiptadeild, le traditionnel département de commerce. Lagadeild, ou département de Droit. Félagsvísindadeild, ou département des sciences-sociales, ayant ouvert ses portes en 2005, disposant d'un enseignement pluridisciplinaire en Politique-Philosophie-Économie fondé sur le cursus de l'Université d'Oxford. Frumgreinadeild, ou département préparatoire, permettant aux personnes n'ayant pas le baccalauréat ou équivalent, ou ayant arrêté leurs études depuis un certain temps, de réintégrer le cursus universitaire au terme d'une année de mise à niveau. 
En parallèle à ces programmes l'université accueille des étudiants étrangers tout au long de l'année. Ceux-ci suivent évidemment des cours en anglais, mais ont la possibilité d'étudier la langue locale, l'islandais.

## Localisation

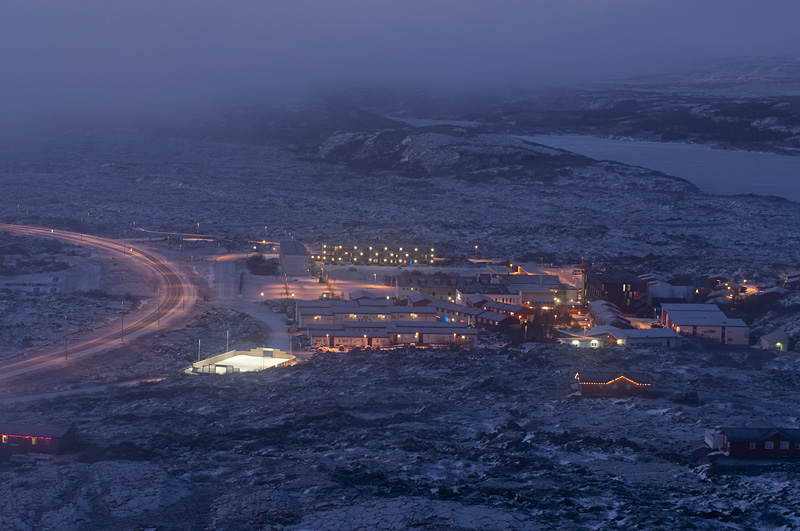
L'Université de Bifröst vue depuis le volcan Gràbròk.

L'Université est située dans la vallée de Norðurárdalur, à une heure et demie de la capitale islandaise Reykjavík ainsi qu'à 30 kilomètres de Borgarnes. L'accès au campus se fait par la route 1 qui fait le tour du pays. De plus un bus qui relie Reykjavik à Akureyri dessers l'université tous les jours de la semaine. Le campus est localisé sur un ancien champ de lave juste à côté d'édifices volcaniques, dont le plus important se nomme Gràbròk. Son ascension permet d'avoir une vue imprenable sur le campus de Bifröst.